# My Architect - Il viaggio di un figlio
My Architect - Il viaggio di un figlio (My Architect: A Son's Journey) è un documentario del 2003 diretto da Nathaniel Kahn candidato al premio Oscar al miglior documentario.